# Bernard H.V-120
Dimensions
Le Bernard H.V-120 est un hydravion de course français des années 1930 conçu par la Société des Avions Bernard pour participer à la Coupe Schneider de 1931. 

## Contexte historique
En octobre 1928, le ministre de l'Air français Laurent Eynac prend la décision de financer la participation d'une équipe nationale à la Coupe Schneider qui devait avoir lieu l'année suivante à Calshot au Royaume-Uni. Le ministère fit appel à trois fabricants d'hydravions pour ce projet : 
- la Société des Avions Bernard (La Courneuve),
- Nieuport-Delage (Issy-les-Moulineaux et Argenteuil)
- et Blériot-SPAD (Suresnes),

ainsi qu'à trois motoristes : 
- Renault (Boulogne-Billancourt),
- Hispano-Suiza (Bois-Colombes)
- et Lorraine (Argenteuil).

Une section d'entrainement fut formée spécialement sur la lagune de Berre, la Section d'Entrainement sur Hydravion à Grande Vitesse. Le ministère de l'Air décida de commander deux hydravions de course à la Société des Avions Bernard et un autre à Nieuport-Delage. Les deux projets Bernard furent désignés Bernard H.V-40 et H.V-41. Celui de Nieuport reçu le nom Nieuport-Delage NiD.450. Le H.V-40 était équipé d'un moteur radial Gnome et Rhône 9Kfr Mistral, tandis que le H.V-41 recevait un moteur en ligne Hispano-Suiza 12Ns Special. Ces moteurs devant fournir en théorie une puissance de 1 000 ch. Les deux projets étaient dirigés par le concepteur en chef de l'entreprise, l'ingénieur Georges Bruner (auteur du projet d'avion de chasse terrestre Bernard 20) assisté pour le H.V-41 par l'ingénieur Robert Roger.

## Conception et développement
Conçu par Georges Bruner, le H.V-120 était un avion monoplan à aile basse cantilever avec deux flotteurs métalliques fixés sous le fuselage sur des bras en V inversés. Le cockpit monoplace était de type ouvert.
Le moteur était un moteur en ligne Hispano-Suiza 18R, de 18 cylindres en W, à refroidissement liquide, avec une puissance de 1 680 ch (1 390 kW) au niveau de la mer. Ce moteur, équipé d'un Turbocompresseur et entrainant une hélice métallique à trois pales, était recouvert par une paire de carénages conçus pour augmenter l'efficacité du refroidissement .

## Historique opérationnel
Les résultats tardifs du prototype H.V-41 (premier vol en août 1929) décidèrent le gouvernement français à commander trois exemplaires du futur H.V-42, et deux modèles plus avancés H.V-120. Tous ces appareils étaient destinés à équiper la section d'entrainement de l'Étang de Berre.
Le premier exemplaire (immatriculé F-AKAK) vola pour la première fois à Hourtin le 25 mars 1930. Le développement de l'avion fut retardé par les difficultés rencontrées au cours de la construction du moteur en ligne Hispano Suiza 18R censé fournir 1 680 ch. Outre les problèmes techniques du moteur, son poids excessif exigea l'adoption d'un nouveau support moteur et la refonte de la partie avant du fuselage.
Le deuxième prototype (immatriculé F-AKAL) était équipé du même moteur Hispano Suiza 18R, mais avec un réducteur pour entraîner l'hélice quadripale Chauvière. Cet avion fut perdu lors de son premier vol effectué sur la lagune de Berre, le 30 juillet 1931. Après un léger piqué l'avion rentra violemment dans l'eau, tuant sur le coup le pilote d'essai Georges Bougault, commandant de la Section d'entrainement sur hydravion à grande vitesse. Quand l'épave de l'avion fut récupérée, l'aiguille du compteur de vitesse était bloquée sur une vitesse d'environ 585 km/h. Cette perte, combinée avec celle de l'inspecteur en chef des Avions Bernard, Antoine Paillard (décédé le 16 juin d'une appendicite), sonna l'arrêt brutal du programme d'essai de l'avion.
Le gouvernement français espérait pourtant une brillante participation de l'équipe de France à la Coupe Schneider 1931. L'équipe sur le papier aurait dû compter sur les Bernard H.V-40, H.V-42, H.V-120, Dewoitine HD.412 et Nieuport-Delage NiD.650. Dans un ultime effort pour participer à la compétition de 1930, le gouvernement autorisa le développement d'un modèle plus puissant, le H.V-220, qui devait être équipé du fameux moteur Lorraine 12Rcr Radium de 2 200 ch. La France dut finalement déclarer forfait en raison des difficultés insurmontables de développement de ce moteur. L'équipe italienne dut également se retirer, leurs avions n'étant pas terminés à temps. Français et italiens demandèrent à l'organisation de déplacer la date de la course pour être en mesure d'y prendre part, mais le Royal British Aero club refusa. L'Angleterre fut donc la seule nation participant à l'événement.
Malgré les problèmes politiques et économiques, la Grande-Bretagne put organiser la course grâce à un don de 100.000 £ fait par Lady Houston[réf. souhaitée]. La course eut lieu le samedi 12 septembre 1931 et vit la victoire solitaire du Supermarine S.6B piloté par John N. Boothman. Cette ultime victoire (trois victoires successives) permit aux Britanniques de conserver définitivement la Coupe Schneider. 
En décembre 1933, sur décision du ministère de l'Aviation, le premier prototype HV-120 01 fut converti en version terrestre de compétition sous la nouvelle désignation, Bernard V-4, pour battre le record du monde de vitesse.

## Variantes
- H.V-120 01 immatriculé « F-AKAK » : premier prototype. Prise directe avec une hélice trois pales en métal. Premier vol le 25 mars 1930.
- H.V-120 02 immatriculé « F-AKAL » : deuxième prototype. Réducteur avec une hélice quadripale Chauvière. Premier vol le 30 juillet 1931, détruit à cette date.
- V-4 : conversion terrestre de HV-120 01 en 1933 pour tenter de battre le record du monde de vitesse sur base en mars 1934. Équipé d'un moteur Hispano-Suiza 18-SB de 1 680 ch (1 390 kW). Testé avec différentes envergures, le couple important du moteur ne permit pas à l'appareil de décoller. Les difficultés financières de la SAB sonnèrent l'arrêt de son développement.